# Всероссийское гастрольно-концертное объединение
Всеросси́йское гастро́льно-конце́ртное объедине́ние (ВГКО) — советская республиканская художественно-творческая организация, входившая в систему Министерства культуры РСФСР.
Была учреждена в 1957 году. В 1964 году в рамках проведённой Министерством культуры СССР реорганизации концертных учреждений была ликвидирована; вместо ВГКО появилось Государственное концертно-гастрольное объединение РСФСР («Росконцерт»).

## История
Всероссийское гастрольно-концертное объединение (ВГКО) было образовано в системе Министерства культуры РСФСР в 1957 году. В состав вошли концертные учреждения — Московская государственная эстрада, Ленинградская государственная эстрада, Гастрольбюро Министерства культуры СССР. Возглавила новосозданную организацию Надежда Казанцева.
Согласно «Театральной энциклопедии» (1961 год), задачей ВГКО являлась «музыкально-просветительная работа, пропаганда лучших образцов музыки, литературы, советского эстрадного искусства и народного творчества».
Постановлением Совета Министров РСФСР от 16 сентября 1964 года ВГКО ликвидировалось, на его месте создавалось Государственное концертно-гастрольное объединение РСФСР («Росконцерт»):

СОВЕТ МИНИСТРОВ РСФСР
ПОСТАНОВЛЕНИЕ от 16 сентября 1964 г. N 1182

О МЕРАХ ПО УЛУЧШЕНИЮ ОРГАНИЗАЦИИ КОНЦЕРТНОЙ РАБОТЫ В РСФСР
4. Принять предложение Министерства культуры РСФСР о создании Государственного концертно-гастрольного объединения РСФСР (Росконцерта), предусмотрев в его составе Московскую концертную организацию (Москонцерт), Ленинградскую концертную организацию (Ленконцерт), Московское объединение художественных коллективов, Московское объединение музыкальных ансамблей, Гастрольбюро, Всероссийскую творческую мастерскую эстрадного искусства.
Возложить на Росконцерт концертно-гастрольное обслуживание автономных республик, краев и областей РСФСР, а также союзных республик (по плану межреспубликанского обмена) лучшими силами концертных исполнителей и музыкальных коллективов Москвы и Ленинграда, которые должны быть сосредоточены в Росконцерте. Разрешить Росконцерту включать в гастрольный план также лучшие исполнительские силы других концертных организаций и театров РСФСР.
В связи с этим ликвидировать Всероссийское гастрольно-концертное объединение.

## Организационная хронология
- 1931—1947: Всесоюзное гастрольное объединение
- 1947—1956: Московская государственная эстрада
- 1956—1958: Всероссийское гастрольно-концертное объединение «Гастрольбюро РСФСР» (ВГКО)
- 1959—1964: Всероссийское гастрольно-концертное объединение (ВГКО)
- 1965—1989: Государственное концертно-гастрольное объединение РСФСР «Росконцерт»
- 1989—1991: Государственное гастрольно-концертное объединение «РОСКОНЦЕРТ»[10]

## Руководители
- Казанцева Надежда Аполлинарьевна — художественный руководитель[7][8] (с 1956 или 1957 года)
- Маслюков Леонид Семенович — художественный руководитель (с 1961 года)[11]